# Берк, Линн
Линн Идит Берк (англ. Lynn Edythe Burke; род. 22 марта 1943, Нью-Йорк, Нью-Йорк), в замужестве Макконвилл (англ. McConville) — американская пловчиха, специалистка по плаванию на спине. Выступала за национальную сборную США по плаванию в конце 1950-х — начале 1960-х годов, дважды чемпионка летних Олимпийских игр в Риме, рекордсменка мира в различных дисциплинах, многократная победительница первенств национального значения. Член Зала славы мирового плавания (1978).

## Биография
Линн Берк родилась 22 марта 1943 года в Нью-Йорке, США.
Проходила подготовку в городе Санта-Клара, штат Калифорния, в местном одноимённом плавательном клубе.
В 1959 году вошла в основной состав американской национальной сборной и выступила на домашних Панамериканских играх в Чикаго — попасть здесь в число призёров не смогла, в плавании на 100 метров на спине финишировала в финале четвёртой.
Благодаря череде удачных выступлений удостоилась права защищать честь страны на летних Олимпийских играх 1960 года в Риме. В зачёте плавания на 100 метров на спине обошла в финале всех своих соперниц и завоевала золотую олимпийскую медаль, установив при этом мировой рекорд (1:09,3). Стала первой за 28 лет американкой, сумевшей выиграть Олимпиаду в данной дисциплине. Стартовала в плавании на спине и в программе комбинированной эстафеты 4 × 100 метров, здесь совместно со своими соотечественницами Пэтти Кемпнер (брасс), Каролин Шулер (баттерфляй) и Крис фон Сальтца (вольный стиль) получила ещё одну золотую медаль, их команда так же финишировала с мировым рекордом (4:41,1).
В течение своей спортивной карьеры Берк в общей сложности шесть раз становилась чемпионкой США по плаванию в различных дисциплинах, установила семь национальных рекордов и шесть рекордов мира. Завершила спортивную карьеру в марте 1961 года.
Впоследствии стала достаточно успешной моделью, писательницей, занималась бизнесом в Нью-Йорке. Вышла замуж и родила троих детей.
За выдающиеся спортивные достижения в 1978 году была включена в Зал славы мирового плавания как «Почётная пловчиха».